# معلم البيانو
معلم البيانو (بالفرنسية: La Pianiste) هو فيلم من نوع مقتبس ‏ وإثارة ودراما ورومانسية أُصدر في 14 مايو 2001. الفيلم من إنتاج MK2 ‏، ومن توزيع بيم للتوزيع ‏، وهو من إخراج مايكل هاينيكي، أما السيناريو فكان من كتابة مايكل هاينيكي وإلفريدي يلينيك. الفيلم مقتبسٌ من معلمة البيانو من تأليف إلفريدي يلينيك.

## القصة
تقع أحداث الفيلم في فيينا.
حول معلمة البيانو ذات الميول الجنسية المازوخية التي يقع في حبها احد طلابها ولكنه لا يعلم عن ميولاتها الغريبة

## الممثلون
- إيزابيل أوبير، بدور Erika Kohut ‏
- آني جيراردو، بدور Erika's Mother ‏
- كورنيليا كونديجن  [لغات أخرى]‏
- ديتر بيرنر  [لغات أخرى]‏
- Vitus Wieser  [لغات أخرى]‏
- Gabriele Schuchter  [لغات أخرى]‏
- جورج فريدريك
- Luz Leskowitz [الإنجليزية]‏
- كلاوس هندل
- Anna Sigalevitch  [لغات أخرى]‏
- Liliana Nelska  [لغات أخرى]‏
- إيفا جرين
- Karoline Zeisler  [لغات أخرى]‏
- Rudolf Melichar  [لغات أخرى]‏
- Thomas Weinhappel  [لغات أخرى]‏
- Lisa Oláh  [لغات أخرى]‏
- فيفيان بارتش  [لغات أخرى]‏
- Noam Morgensztern  [لغات أخرى]‏
- بينواه ماجيميل، بدور Walter Klemmer ‏
- Udo Samel [الإنجليزية]‏
- سوزان لوثار
- وليام مانغ
- Michael Schottenberg [الإنجليزية]‏

## روابط خارجية
- معلم البيانو على موقع IMDb (الإنجليزية)
- معلم البيانو على موقع ميتاكريتيك (الإنجليزية)
- معلم البيانو على موقع الموسوعة البريطانية (الإنجليزية)
- معلم البيانو على موقع روتن توميتوز (الإنجليزية)
- معلم البيانو على موقع نتفليكس (الإنجليزية)
- معلم البيانو على موقع ألو سيني (الفرنسية)
- معلم البيانو على موقع Turner Classic Movies (الإنجليزية)
- معلم البيانو على موقع أول موفي (الإنجليزية)
- معلم البيانو على موقع بوكس أوفيس موجو (الإنجليزية)
- معلم البيانو على موقع فيلمافينيتي (الإسبانية)